# Inge Bak
Inge Nicole Bak (Den Helder, 25 februari 1968) is een Nederlandse schrijfster en dichter. Haar poëziedebuut, getiteld Nachtbloem, verscheen in 1994 bij Uitgeverij Katervoorde. Pas later is ze proza gaan schrijven. Zo debuteerde ze in 2004 met de roman Zon in het haar. Naast het schrijven houdt zij zich bezig met beeldend werk en recenseert voor Meander: het literair e-magazine voor Nederlandstalige poëzie.